# Klaka (Zagreb)
Klaka je gradsko naselje u zagrebačkoj Gornjoj Dubravi. Mjesni odbor omeđen je Granešinskim Novakima na sjeveru, Avenijom Dubrava na jugu, Pernatskom, Makarskom i Alejom tišine na zapadu te Dankovečkom, odnosno Studentskim gradom i Granešinom na istoku. MO tako obuhvaća 117,37 hektara i 9469 stanovnika prema popisu stanovništva 2021.

## Povijest
Klaka u užem smislu odnosi se na plansko naselje stambenih zgrada i obiteljskih kuća u nizu omeđeno Oporovečkom, Ulicom Josipa Torbarine, Makarskom i Dankovečkom, čije ulice mahom nose imena hrvatskih jezikoslovaca, povjesničara književnosti i filologa, a izgrađene su prijelazom na 1970-e; neke su peterokatnice modelirane prema onima u Trnskom, koje je 1964. projektirao Borivoj Feldman. Istočno od naselja je pak 1970-ih izgrađena i prva etapa Sportsko-rekreacijskog centra Grana – Klaka, no njena planirana druga, južna etapa s dvoranom i bazenima nikada nije dovršena. Istodobno je 1975. dovršena današnja OŠ Mate Lovraka (Aleja Blaža Jurišića 12) prema projektu Radovana Nikšića i Ede Šmidihena iz 1972., deriviranog iz zajedničkog tipskog projekta s Aleksandrom Dragomanovićem iz 1968./1969. Projekt za OŠ Mate Lovraka upotrebljen je kasnije i za OŠ Sopot, zbog čega su zgrade morfološki iste.
Stambeno-poslovna zgrada Branka Kincla u Klekovačkoj 30 – 34, izgrađena 1980. – 1983., odudara od tipologije zgradâ u središtu, a Kinclov toranj s dvanaest katova u Aleji Blaža Jurišića 9 (izgrađen u istom razdoblju) nosi obilježja japanskog arhitektonskog metabolizma te obilježja srodna građevini Cloud-hanger El Lissitzkog u gornjim etažama.
Klaka je bila jedna od 17 mjesnih zajednica na području Gornje Dubrave do 1994. godine.
Župna crkva sv. Ivana XXIII., pape na južnom dijelu naselja bila je u izgradnji 2013./2014. godine, a na njezinom je mjestu nekoć bila postaja Pionirske željeznice, koja je povezivala Studentski grad s Gradom mladih, Slanovcem i Markuševečkom Trnavom.

## SRC Grana – Klaka
Sportsko-rekreativni centar Grana – Klaka središnji je objekt za sport i rekreaciju naselja Klake i Studentskog grada. Izgradnja prve, sjeverne etape centra obavljena je 1970-ih godina, a nju čine tri nogometna terena, dva košarkaška i dva rukometna terena, atletska staza, street workout i dječji park, uz razne pomoćne građevine.
Tijekom 2000-ih godina građani su se više puta žalili na »derutno« stanje centra. Prema nekim izvorima, degradacija prostora odvila se nakon ukidanja zaštitarske službe koja je prethodno čuvala prostor, a pritužbe su došle i na račun nedostatka sanitarnog čvora te dotrajale sportske opreme. Zbog bojazni oko vandalizma je 2011. godine prekinuta i komunalna akcija za postavljanje reflektora, vrijedna 600 tisuća kuna (79,63 tisuće eura). Građani i predsjednik Vijeća Gornje Dubrave Mirko Varat za probleme su okrivili ustanovu Upravljanje sportskim objektima Zagrebačkog holdinga. Ustanova požalila na nedostatak sredstava za obnovu, ali prepreku su predstavljali i imovinsko-pravni problemi s dijelovima površine. U tom je razdoblju, prema navodima medija, oko 400 građana dnevno koristilo površine centra.

### Obnova centra
Prvi radovi na obnovi centra pokrenuti su na ljeto 2015. godine sredstvima iz gradskog proračuna, ukupno 6 milijuna kuna (796,34 tisuće eura). Tom se prilikom predvidjela umjetna trava na glavnom nogometnom terenu i obnova svlačionica, a najavljeni su i daljnji radovi 2016. Početak radova svečano je otvorio gradonačelnik Milan Bandić 7. rujna 2016. Godine 2017. dovršeni su i preostali radovi, vrijedni 11 milijuna kuna (1,46 milijuna eura): rekonstruirano je pomoćno nogometno igralište, sanirano igralište za mali nogomet te igralište za odbojku, postavljena nova ograda i zamijenjena javna rasvjeta, izgrađena nova kotlovnica i preuređena upravna zgrada. Uređene su pritom i pješačke staze, kao i odvodnja oborina i hidrantska mreža. Povodom svečanog otvorenja renoviranog centra 24. studenog, gradonačelnik Milan Bandić najavio je da će »do 2019. godine pripremiti […] projekt i otkupiti zemlju za gradnju bazena,« a predsjednik NK Dubrava Roko Ivanović da će u sljedećoj fazi uređenja obnoviti glavni teren i njegove tribine, koje su trebale dobiti 2000 mjesta i svlačionicu. Dovršetak atletske staze također je najavljen za nadolazeće tjedne.
Atletska staza dovršena je i ocijenjena izvrsnom, a 2021. centru su dograđena i skakališta za motku, strunjače za vis i kavez za bacanja. Ipak, Sportske novosti objavile su da objekti stoje gotovo neiskorišteni, posljedično tomu da nedostaju svlačionice, sanitarni čvor i prostorije za rekvizite; jedino ASK Sesvete i AK Zagreb povremeno su koristili teren zbog velikih nedostataka vlastitih terena. Iz grada Zagreba dobili su odgovor da terene koriste NK Dubrava Tim Kabel, KK Dubrava, AK Dubrava, RK Dubrava i OŠ Mate Lovraka, no novinar Vedran Božičević otkrio je da za AK Dubrava »nitko u hrvatskoj atletici nije čuo« te da ne postoji u registru HAS-a, zaključivši također da košarkaški i rukometni klub vrlo rijetko koriste teren te da objekti koje koristi NK Dubrava nisu dostupni nikome drugom. Predsjednik Zagrebačkog atletskog saveza izjavio je da su u tijeku dogovori s Gradskim uredom za obrazovanje, sport i mlade, s rješenjima za svlačionice i atletske sadržaje u izradi. Izbornik atletske reprezentacije Mladen Katalinić istaknuo je problem izgradnje atletske staze bez koordinacije s HAS-om.

## Vijeće
Vijeće mjesnog odbora sastoji se od 9 članova.
U mandat 2021. – 2025. godine izabrano je četiri zastupnika s liste Možema, dva zastupnika s liste HDZ-a i po jedan zastupnik s listâ SDP-a, Domovinskog pokreta i BM365.
U mandat od 2025. godine izabrano je četiri zastupnika s liste Možemo! i SDP, dva zastupnika s liste HDZ-a te po jedan zastupnik s listâ NL Servus Zagreb, Tomislava Jonjića i BUZ-a. Vijeće je konstituirano 15. srpnja 2025.